# Casemiro
Casemiro, właśc. Carlos Henrique Casimiro (ur. 23 lutego 1992 w São José dos Campos) – brazylijski piłkarz, występujący na pozycji defensywnego pomocnika w angielskim klubie Manchester United oraz w reprezentacji Brazylii. Zwycięzca Copa América 2019, wicemistrz Copa América 2021. Uczestnik Copa América 2015 i 2016 oraz Mistrzostw Świata 2018 i 2022.

## Kariera klubowa
Karierę piłkarską rozpoczynał w klubie São Paulo FC, którego jest wychowankiem w 2010. W São Paulo 25 lipca 2010 w przegranym 0:1 meczu z Santosem FC Casemiro zadebiutował w lidze brazylijskiej. Pierwszą bramkę w lidze brazylijskiej Casemiro strzelił 5 września 2011 w wygranym 3:2 wyjazdowym meczu z Clube Atlético Mineiro.
W pierwszym sezonie Casemiro zdołał wywalczyć miejsce w podstawowym składzie, rozegrał 18 meczów i zdobył dwa gole. W barwach São Paulo Casemiro rozegrał 45 meczów, w których strzelił 7 bramek.
W styczniu 2013 został wypożyczony na pół sezonu do Realu Madryt, gdzie występował głównie w drużynie „B”. W pierwszym zespole Realu zadebiutował 20 kwietnia w ligowym meczu przeciwko Realowi Betis, kiedy trener José Mourinho postanowił oszczędzić kilku podstawowych graczy.
Latem 2013 Real Madryt zdecydował się wykupić piłkarza. Casemiro podpisał czteroletni kontrakt z hiszpańskim klubem. Królewscy skorzystali z klauzuli zawartej w trakcji wypożyczenie Brazylijczyka. Włodarze klubu przeznaczyli na jego transfer 5,3 miliona euro. 24 maja 2014 roku Brazylijczyk zdobył z zespołem ze stolicy Hiszpanii Ligę Mistrzów.
Latem 2014 Casemiro został wypożyczony na rok do FC Porto. W 28 meczach dla portugalskiej drużyny zdobył 3 bramki i zanotował 2 asysty.
W 2015 Brazylijczyk powrócił do drużyny Rafaela Beniteza. Nie był zawodnikiem wyjściowego składu, jednak dostawał sporadyczne szanse do gry. W styczniu 2016 po odejściu z klubu Beniteza i po zatrudnieniu Zinédine’a Zidane’a Casemiro dostawał znacznie więcej szans na pokazanie się na boisku, a pod koniec sezonu został już kluczowym zawodnikiem w układance Francuza. 28 maja 2016 zdobył swój drugi z zespołem Królewskich puchar Ligi Mistrzów UEFA. W sezonie 2016/17 Ligi Mistrzów wygrał swój trzeci puchar tych rozgrywek a w finale strzelił bramkę.
19 sierpnia 2022 Manchester United ogłosił, że doszedł do porozumienia z Realem Madryt w sprawie transferu Casemiro. 22 sierpnia 2022 roku podpisał czteroletni kontrakt z opcją przedłużenia o kolejny rok z Manchesterem United. W nowym klubie zadebiutował 27 sierpnia 2022 roku w wygranym 0:1 meczu przeciwko Southampton, zmieniając w 80 minucie spotkania Anthony’ego Elangę. Swoją pierwszą bramkę dla Manchesteru United strzelił 22 października 2022 roku w zremisowanym 1:1 meczu przeciwko Chelsea.

## Kariera reprezentacyjna
Casemiro w reprezentacji Brazylii zadebiutował 14 września 2011 w zremisowanym 0:0 towarzyskim meczu z reprezentacją Argentyny.
W marcu 2011 Casemiro wraz z reprezentacją Brazylii U-20 wywalczył Mistrzostwo Ameryki Południowej U-20. Na turnieju w Peru Casemiro wystąpił w 8 spotkaniach, w których strzelił 3 bramki. W sierpniu Casemiro wraz kadrą U-20 zdobył Mistrzostwa Świata U-20. Na turnieju w Kolumbii Casemiro wystąpił we wszystkich siedmiu meczach.

## Statystyki klubowe
(aktualne na 17 sierpnia 2025)
| Klub                        | Sezon              | Liga               | Liga | Liga | Puchar kraju | Puchar kraju | Puchar ligi | Puchar ligi | Kontynentalne | Kontynentalne | Inne | Inne | Suma | Suma |
| Klub                        | Sezon              | Liga               | M    | B    | M            | B            | M           | B           | M             | B             | M    | B    | M    | B    |
| --------------------------- | ------------------ | ------------------ | ---- | ---- | ------------ | ------------ | ----------- | ----------- | ------------- | ------------- | ---- | ---- | ---- | ---- |
| São Paulo                   | 2010               | Série A            | 18   | 2    | 0            | 0            | –           | –           | 0             | 0             | 0    | 0    | 18   | 2    |
| São Paulo                   | 2011               | Série A            | 21   | 4    | 5            | 1            | –           | –           | 2             | 0             | 12   | 1    | 40   | 6    |
| São Paulo                   | 2012               | Série A            | 22   | 0    | 9            | 1            | –           | –           | 1             | 0             | 18   | 2    | 50   | 3    |
| São Paulo                   | 2013               | Série A            | 0    | 0    | 0            | 0            | –           | –           | 2             | 0             | 1    | 0    | 3    | 0    |
| Real Madryt Castilla (wyp.) | 2012/13            | Segunda División   | 15   | 1    | –            | –            | –           | –           | –             | –             | –    | –    | 15   | 1    |
| Real Madryt (wyp.)          | 2012/13            | Primera División   | 1    | 0    | 0            | 0            | –           | –           | 0             | 0             | 0    | 0    | 1    | 0    |
| Real Madryt                 | 2013/14            | Primera División   | 12   | 0    | 7            | 0            | –           | –           | 6             | 0             | –    | –    | 25   | 0    |
| FC Porto (wyp.)             | 2014/15            | Primeira Liga      | 28   | 3    | 1            | 0            | –           | –           | 10            | 1             | 2    | 0    | 41   | 4    |
| Real Madryt                 | 2015/16            | Primera División   | 23   | 1    | 1            | 0            | –           | –           | 11            | 0             | –    | –    | 35   | 1    |
| Real Madryt                 | 2016/17            | Primera División   | 25   | 4    | 5            | 0            | –           | –           | 9             | 2             | 3    | 0    | 42   | 6    |
| Real Madryt                 | 2017/18            | Primera División   | 30   | 5    | 1            | 0            | –           | –           | 12            | 1             | 5    | 1    | 48   | 7    |
| Real Madryt                 | 2018/19            | Primera División   | 29   | 3    | 5            | 0            | –           | –           | 6             | 1             | 3    | 0    | 43   | 4    |
| Real Madryt                 | 2019/20            | Primera División   | 35   | 4    | 1            | 0            | –           | –           | 8             | 1             | 2    | 0    | 46   | 5    |
| Real Madryt                 | 2020/21            | Primera División   | 34   | 6    | 1            | 0            | –           | –           | 10            | 1             | 1    | 0    | 46   | 7    |
| Real Madryt                 | 2021/22            | Primera División   | 32   | 1    | 3            | 0            | –           | –           | 11            | 0             | 2    | 0    | 48   | 1    |
| Real Madryt                 | 2022/23            | Primera División   | 1    | 0    | 0            | 0            | –           | –           | 0             | 0             | 1    | 0    | 2    | 0    |
| Manchester United           | 2022/23            | Premier League     | 28   | 4    | 5            | 2            | 6           | 1           | 12            | 0             | –    | –    | 51   | 7    |
| Manchester United           | 2023/24            | Premier League     | 25   | 1    | 3            | 1            | 2           | 1           | 2             | 2             | –    | –    | 32   | 5    |
| Manchester United           | 2024/25            | Premier League     | 24   | 1    | 2            | 0            | 2           | 2           | 13            | 2             | 1    | 0    | 42   | 5    |
| Manchester United           | 2025/26            | Premier League     | 1    | 0    | 0            | 0            | 0           | 0           | –             | –             | –    | –    | 1    | 0    |
| Ogólnie w karierze          | Ogólnie w karierze | Ogólnie w karierze | 404  | 40   | 49           | 5            | 10          | 4           | 115           | 11            | 51   | 4    | 629  | 64   |

## Sukcesy

### São Paulo
- Copa Sudamericana: 2012

### Real Madryt
- Mistrzostwo Hiszpanii: 2016/2017, 2019/2020, 2021/2022
- Puchar Króla: 2013/2014
- Superpuchar Hiszpanii: 2017, 2019/2020, 2021/2022
- Liga Mistrzów UEFA: 2013/2014, 2015/2016, 2016/2017, 2017/2018, 2021/2022
- Superpuchar Europy UEFA: 2016, 2017, 2022
- Klubowe mistrzostwo świata: 2016, 2017, 2018

### Manchester United
- Puchar Anglii: 2023/2024
- Puchar Ligi: 2022/2023

### Reprezentacyjne
- Copa América: 2019
- Mistrzostwo Ameryki Południowej U-20: 2011
- Mistrzostwo Świata U-20: 2011

### Wyróżnienia
- Drużyna sezonu Ligi Mistrzów UEFA: 2016/2017

## Życie prywatne
28 czerwca 2014 po trzech latach związku poślubił Annę Marianę Ortegę, w Itatibie. Mają córkę – Sarę (ur. 6 marca 2016) oraz syna Caio (ur. 2021).
W 2019 r. założył własną organizację e-sportową Case Esports, biorącą udział w turniejach Counter Strike: Global Offensive, FIFA, Valorant oraz League of Legends.